# Liesing (Mur)
Die Liesing (vereinzelt auch Liesingbach genannt) ist ein 40 km langer Fluss im Bezirk Leoben in der Obersteiermark. Ihr Tal bildet die südlich des Schoberpasses befindliche Hälfte der Verbindung zwischen dem steirischen Ennstal und dem Oberen Murtal. Das Liesingtal bildet gemeinsam mit dem Paltental das Palten-Liesing-Tal.

## Name
Der Name erscheint in den schriftlichen Aufzeichnungen erstmals 860 als ad Liestinicham. Er ist slawischen Ursprungs (*Lĕščъnika) und bedeutet „Bach mit Haselnusssträuchern“.

## Verlauf

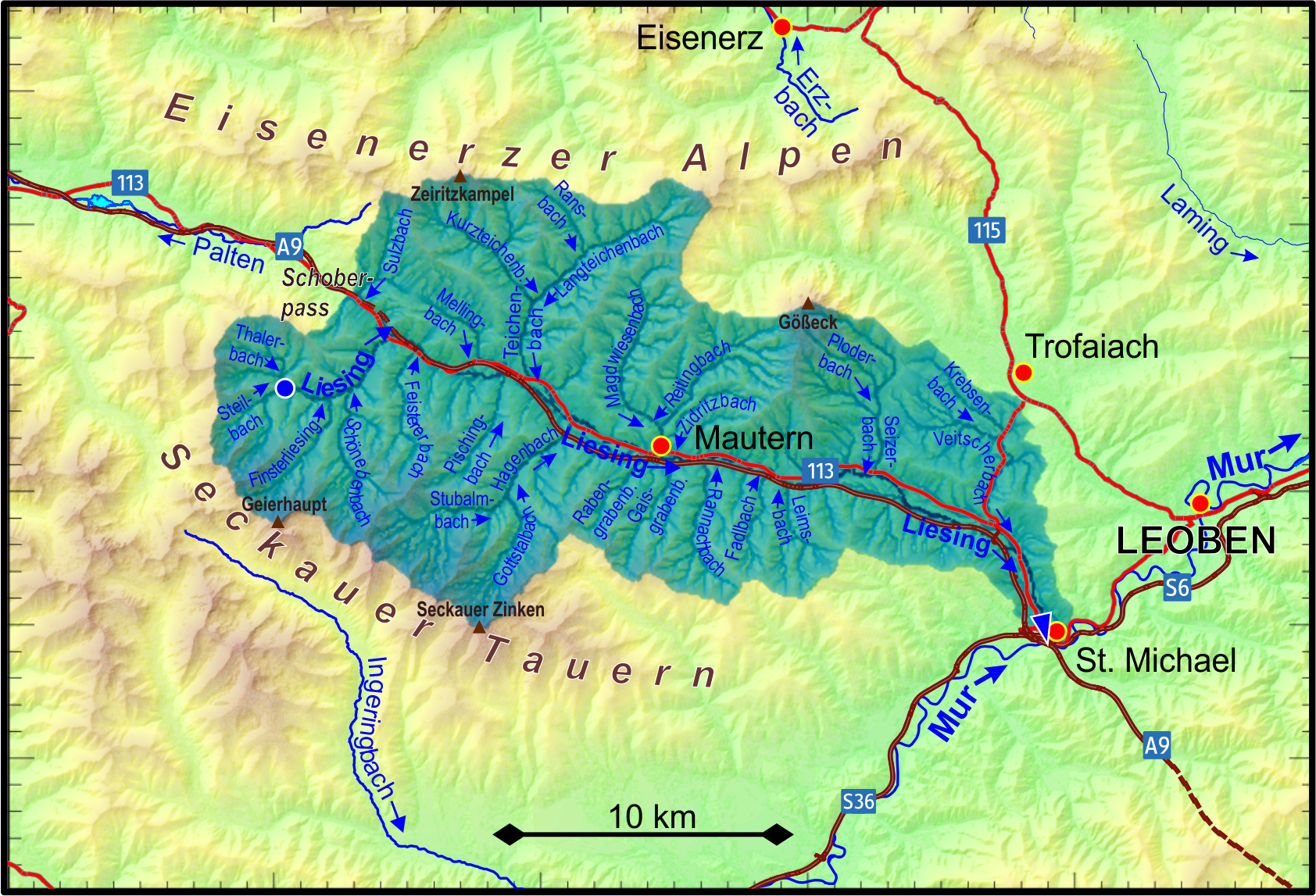
Einzugsgebiet der Liesing

Die Liesing entspringt – unweit des gleichnamigen, zur Gemeinde Wald am Schoberpass gehörenden Weilers Liesing – am Fuß des 2.096 m hohen Himmelecks in den Seckauer Alpen. Ihre Quellbäche sind der Wasserfallgraben als Hauptlauf vom Liesingkar, der Thalerbach und der Igelgraben. Sie fließt hier süddost-, dann nordostwärts.
Bei der ebenfalls zu Wald am Schoberpass gehörenden Ortschaft Unterwald biegt sie in das über den Schoberpass führende Verbindungstal zwischen Enns und Mur, das Liesingtal, ein und verläuft in der Folge in südöstlicher Richtung. Sie passiert Kalwang mit Pisching auf der anderen Talseite, Liesingau und Mautern in Steiermark, Kammern im Liesingtal mit Pfaffendorf, einem weiteren Ort Liesing, Seiz und Mötschendorf, sowie Timmersdorf, Traboch und Madstein, wo sie nach Süden biegt.

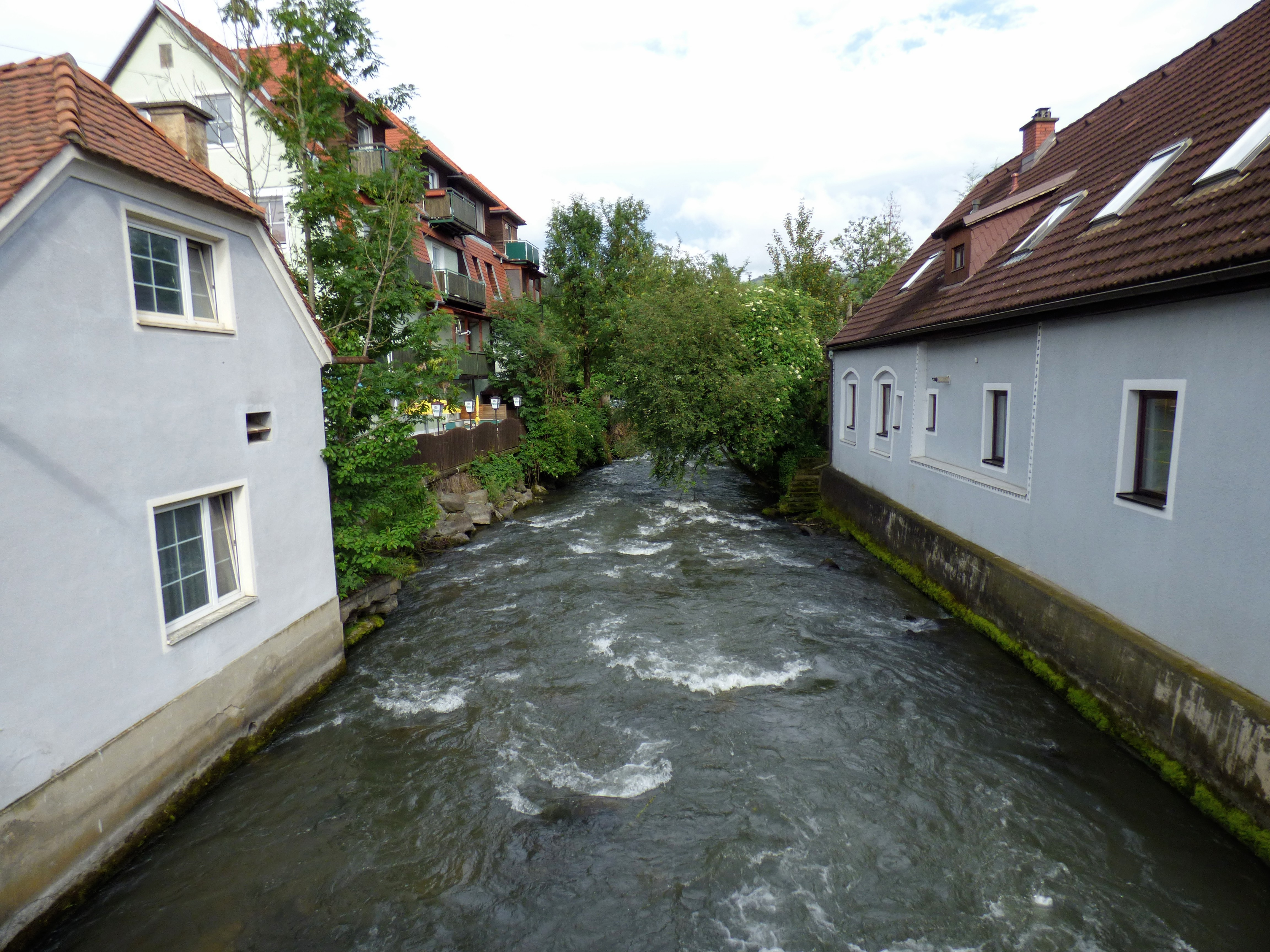
Liesing in St. Michael in Obersteiermark

Bei Liesingtal tritt sie, rund 3,5 km vor ihrer Mündung, in die Murtal-Weitung bei Sankt Michael in Obersteiermark, wo sie auf 596 m Seehöhe in die Mur fließt.
Das Liesingtal bildet den südlichen Teil des über den Schoberpass führenden Verbindungstales zwischen dem Ennstal und dem Murtal. Dieser gesamte Talverlauf wird als Palten-Liesing-Tal oder Liesing-Palten-Tal, zuweilen auch nur als Paltental bezeichnet, benannt nach der Palten im nördlichen Abschnitt. Eine veraltete Benennung ist Kammertal. Das Quelltal der Liesing wird hingegen als Liesinggraben bezeichnet.
Diese Palten–Liesing-Furche bildet einen Teil der großen inneralpenen Längstalfurchen: Sie verbindet die Salzach–Enns-Furche, die sich Richtung Mariazell fortsetzt (Salzach-Enns-Mariazell-Puchberg-Lineament SEMP), mit der Mur-Mürz-Furche Richtung Semmering.
Ennstal, Liesing–Palten-Tal und Mur–Mürz-Tal bilden die drei Kernräume der Obersteiermark. Dieser West–Ost-streichende Talzug hat in der Steiermark vom Mandlingpass bei Schladming bis zum Semmeringpass knapp 200 Kilometer Länge.

### Zuflüsse
Die Liesing erhält über ihren gesamten Verlauf von beiden Seiten eine Anzahl von kleinen Zuflüssen aus den kurzen Seitentälern. Eines der größeren Nebengewässer ist die von Norden aus den Eisenerzer Alpen kommende Teichen, die im Gemeindegebiet von Kalwang einfließt. Der Seizerbach und der Veitscherbach entwässern mit ihren Nebenbächen den Westteil des Trofaiacher Beckens.

### Verkehr
Das Tal von Liesing und Palten über den Schoberpass ist die mit Abstand niedrigste Querung des gesamten Alpenhauptkammes und damit eine der alten Alpentransversalen. Weil sie aber nur die inneralpinen Täler von Enns und Mur verbindet, ist dieser Durchzug südlich durch das Murdurchbruchstal bis Graz respektive nach Osten den Semmeringpass Richtung Wien abgeschottet, nach Norden vom Pyhrnpass und dem Gesäuse bei Admont, nach Nordwesten dem Salzkammergut. Nur westwärts Richtung Salzachtal besteht – mit dem Mandlingpass ohne höherem Gebirgspass – über den Ennspongau bei Radstadt–Altenmarkt eine Verbindung in den außeralpinen Bereich. Dort bildet allerdings der Pass Lueg ein weiteres Nadelöhr.
Im Liesingtal verläuft als Fernstraße eine Teilstrecke der Pyhrn Autobahn A 9, welche die Schnellverbindung der beiden Großstädte Linz und Graz bildet. Auffahrten bestehen in Kalwang, Mautern, Kammern im Liesingtal und Traboch sowie – eigentlich bereits im Murtal liegend – in Sankt Michael bei der Kreuzung mit der Semmering Schnellstraße S 6.
Als regionale Straßenverbindung führt die Schoberpass Straße B 113 durch den gesamten Talverlauf. Das Verkehrsaufkommen auf dieser entspricht der wirtschaftlichen Struktur des Gebietes, im späteren 20. Jahrhundert war vor Fertigstellung der Autobahn dieser Teil der Gastarbeiterroute besonders unfallträchtig.
Als Eisenbahnverbindung führt im Fernverkehr, historisch gesehen, ein Abschnitt der Rudolfsbahn durch das Liesingtal. Heute ist die Eisenbahnstrecke ein Teilstück der Fernverbindungen zwischen Graz und Linz sowie Graz und Salzburg. Fernzüge halten lediglich im Bahnhof von Sankt Michael. Als regionales Angebot wird eine Lokalverbindung von Sankt Michael nach Wald am Schoberpass geführt. Als Haltestellen existieren St. Michael, Kammern, Mautern, Kalwang und Wald am Schoberpass.